# Cástulo Aparicio
Cástulo Aparicio (Humahuaca, Provincia de Jujuy, 1845 - San Salvador de Jujuy, enero de 1917) fue un abogado y político argentino que ejerció como gobernador de la Provincia de Jujuy entre 1876 y 1878; fue también senador y diputado nacional.

## Biografía
Hijo de un comerciante boliviano, cursó sus estudios en Salta, Tarija y Chuquisaca, donde se recibió de abogado.
En 1871 participó en la revolución del general Agustín Morales contra el presidente Mariano Melgarejo, y al año siguiente regresó a Jujuy, donde fue nombrado juez.
En 1874 participó en la revolución dirigida por José María Álvarez Prado y fue el responsable de tomar prisionero al gobernador Teófilo Sánchez de Bustamante. El nuevo gobernador, Antonio Mas Oller, lo nombró su ministro de gobierno y hacienda. Fue también ministro general de su sucesor, el coronel Álvarez Prado. En 1875 fue elegido diputado nacional.
En abril de 1876 fue elegido gobernador de la provincia, como miembro del Partido Autonomista Nacional. La administración de la provincia había atravesado sucesivas crisis durante años, pero la sucesión de Aparicio fue tranquila. Nombró ministro de gobierno a Álvarez Prado.
Uno de sus primeros logros fue ganar un juicio contra los herederos del Marqués de Yavi por la propiedad de los pueblos indígenas de Casabindo y Cochinoca, en la Puna, que pasaron al fisco provincial; con ello también quedó asegurada esa región para la Argentina, ya que era territorio que Bolivia había reclamado hasta entonces como suyo. Los ocupantes de los pequeñas explotaciones agrícolas y criadores de llamas de la región – indígenas de la etnia colla – deberían pagar arrendamiento a la provincia, que rebajó el canon pero pretendió cobrarlo con puntualidad. Pero los indígenas llevaban décadas reclamando la propiedad de la tierra, no cambiar de arrendador. 
Por su parte, la paz interna de la provincia volvió a verse alterada cuando el partido del gobierno se dividió. Con apoyo del partido de Mitre, los autonomistas opositores controlaron la legislatura, y solicitaron protección al coronel Napoleón Uriburu, jefe del regimiento apostado en la capital provincial. Éste puso una guardia en la entrada de la legislatura, que durante semanas impidió el paso de los legisladores oficialistas.
Tanto Aparicio como sus opositores pidieron la intervención federal a Jujuy, pero el presidente Nicolás Avellaneda se limitó a ordenar a Uriburu que trasladara su regimiento lejos de la ciudad. Éste obedeció en parte, y las tropas que quedaron en la capital intentaron derrocar al gobernador.
Por lo demás, su gobierno se limitó a administrar sus escasos recursos y crear algunas escuelas.
En medio de un clima de guerra civil no declarada, los dos bandos se pusieron de acuerdo en elegir sucesor de Aparicio a alguien que no hubiera tomado partido por ninguna facción. El personaje que encontraron fue Martín Torino, que no había tomado partido porque no era jujeño, sino originario de la provincia de Salta, que asumió el gobierno en abril de 1878. Para intentar pacificar la provincia reemplazó a los funcionarios nombrados por Álvarez Prado y Aparicio por otros que no hubieran participado en las facciones enfrentadas; casi todos eran salteños, con excepción de unos pocos bolivianos. El inusual experimento llevó a una guerra civil que terminó al año siguiente, tras las sucesivas deposiciones de tres gobernadores.
En enero de 1879, Aparicio fue elegido senador y se trasladó a Buenos Aires. Al estallar la Revolución de 1880 se pronunció por el bando rebelde, dirigido por el gobernador porteño Carlos Tejedor. Se negó a trasladarse a Belgrano cuando lo hicieron el presidente y el Congreso, por lo que fue expulsado del Senado.
Durante los años siguientes residió alternativamente en Salta, Jujuy y Bolivia. Fue miembro de las convenciones constituyentes de 1883 y 1889 en Salta, y de la de 1894 en Jujuy. En 1891 fue nombrado juez federal de Jujuy. Tres años más tarde volvió a ser elegido senador nacional. En el Senado se opuso a casi todo lo que hizo el otro senador jujeño, Domingo Pérez, que durante dos décadas fue el dirigente más destacado del Partido Conservador de su provincia.
En sus últimos años fue juez federal, vocal del Banco Hipotecario Nacional y fundador, junto con Daniel Ovejero, del Partido Democrático, escisión del Partido Autonomista o Conservador.
Falleció en San Salvador de Jujuy en enero de 1917.